# Missa Defunctorum

La Missa Defunctorum est une œuvre de musique sacrée du compositeur italien Alessandro Scarlatti. L'œuvre n'est reliée à aucune occasion connue, seul le manuscrit permet de situer la date vers 1717.

## Histoire
On ignore la destination et le commanditaire de cette œuvre, composée vers 1717. Seules des hypothèses peuvent être émises sur sa destination originale, par exemple le 4 novembre 1716, à la mort de l’archiduc Léopold, âgé de six mois. Puisque le 19 mai 1716 était jouée une serenata de Scarlatti, intitulée La gloria di primavera, pour les festivités données à l'occasion de la naissance du fils aîné, héritier de l’empereur Charles VI de Habsbourg et Élisabeth-Christine, né à Vienne le 13 avril.
La messe a peut-être également été redonnée à l'église de Saint Louis, dans deux occasions liées aux volontés du vice-roi Michele Federico d’Althan (Michael Friedrich von Althann), lors des funérailles de Giovanni Venceslao, comte d’Althan, le 16 mars 1723 et pour les funérailles d'Anna-Maria d’Aspermont, le 21 janvier 1724.

## Analyse
La Missa Defunctorum est tout du long en ré mineur. Les quatre voix interviennent également constamment, sauf dans le Benedictus, à trois voix, un verset de l’Introïtus et la Sequentia. Comme à son habitude le compositeur mélange avec aisance le style antico et moderno, polyphonique et harmonie moderne, mais en privilégiant largement ici le contrepoint. 
Scarlatti fait usage du tétracorde descendant, élément expressif typique du lamento baroque, lié aux mots Donae eis, Domine. Le passage le plus expressif et culminant est le Lacrimosa, avec son harmonie dissonante aux « oscillations chromatiques qui évoquent Gesualdo ».

## Interprétation remarquable
La messe est exécutée lors des funérailles d’Igor Stravinsky, à l’église de San Giovanni e Paolo à Venise, le 15 avril 1971.

## Manuscrit
Le manuscrit, en partie autographe, se trouve à la Bibliothèque Civica Angelo Mai de Bergame (I-BGc), au sein du fonds Piatti-Lochis. 
Cette partition a d'abord appartenu au compositeur et organiste anglais John Stanley, peut-être à la faveur de la vente de la bibliothèque du cardinal Pietro Ottoboni. En 1858, elle passe à l'un des membres fondateurs de la bibliothèque de la Musical Society de Londres, et est ensuite en possession du violoncelliste Alfredo Piatti.

## Partition moderne
Selected sacred music, éd. Luca Della Libera. Coll. « Recent researches in the music of the Baroque » (no 181) A-R Editions 2012, (OCLC 816560740) — avec Salve Regina ; Miserere et Magnificat.

## Discographie
- Missa defunctorum - Ensemble Odhecaton, dir. Paolo Da Col (5-8 décembre 2015, Arcana)[3],[4],[5] (OCLC 965738049) — avec : Magnificat [II] ; Miserere ; Salve Regina [II].
- Polifonia Sacra a Napoli tra XVI e XVIII secolo - Ensemble Vocale di Napoli, dir. Antonio Spagnolo (mai 1998, Fonè) [CD Audio].